# Abbazia di Bonne-Espérance
L'abbazia di Bonne-Espérance è situata nel comune di Estinnes, a Vellereille-les-Brayeux in Belgio. Fondata nel 1130, era destinata inizialmente per ospitare una comunità canonica premostratense, Bonne-Espérance è la sola abbazia della Provincia dell'Hainaut, i cui edifici sono sopravvissuti alle sommosse ed alle distruzioni della Rivoluzione francese. Quest'insieme architetturale è stato classificato ed iscritto nell'elenco del « patrimonio eccezionale di Vallonia», riparato il 4 maggio 1830, è un istituto di insegnamento elementare e secondario.

## L'abbazia di Bonne-Espérance

Blasone dell'abbazia.

### Storia
La principale fonte che permette di illustrare parzialmente la storia dell'abbazia è il lavoro di Englebert Maghe (42º abate di Bonne-Espérance), intitolato Chronicum Ecclesiae Beatae Mariae Virginis Bonae Spei, o più semplicemente, Chroniques de Bonne-Espérance (1704). Prima della pubblicazione di questo lavoro stampato, Maghe ha dovuto classificare, raccogliere e compilare tutti i documenti dell'abbazia in una raccolta, catalogata in diciotto volumi, attualmente conservato con cura.

### Origini
Tutto inizia con certo Raynard, signore di Croix-lez-Rouveroy. Suo figlio Guillaume, è sedotto da alcune idee di Tanchelmo (Tanchelin o Tanchelme), che era un eretico, chi imperversava nella regione di Anversa. Tuttavia, il fondatore dell'Ordine dei Canonici Regolari Premostratensi, Norberto di Xanten, riuscì a convertire Guillaume de Croix alla fede cattolica. In segno di riconoscimento, Raynard offre allora alla comunità dell'abbazia di Prémontré, una parte delle sue terre situate a Ramegnies, una località vicina a Merbes-Sainte-Marie e Peissant.

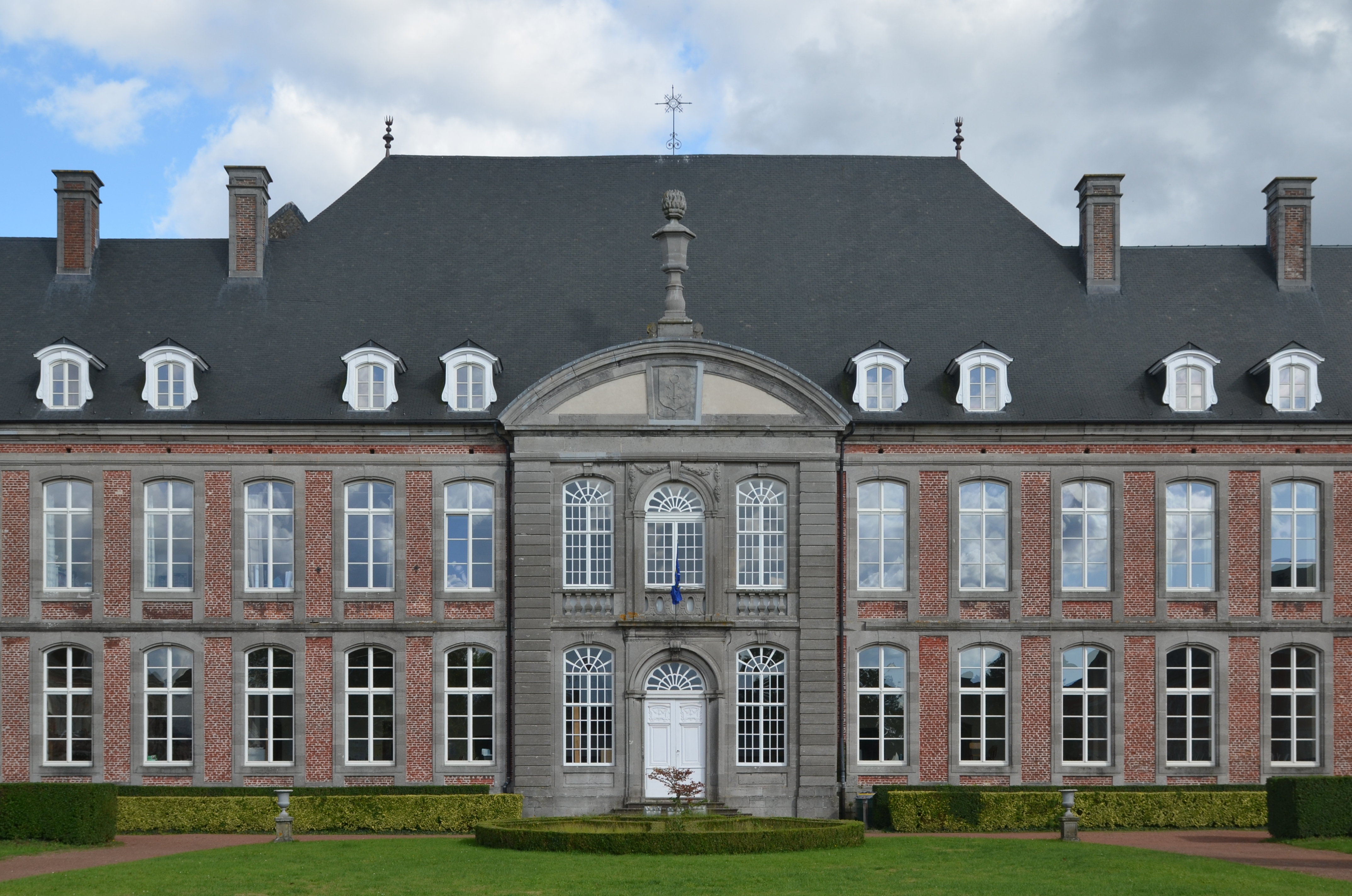
Dettagli della facciata principale.

Mentre Guillaume segue Norbert all'abbazia di Prémontré, altri religiosi dello stesso ordine si stabiliscono a Ramegnies nel 1126, per fondare un nuovo monastero. Sono conadati da un certo Odon, inizialmente Canonico a Laon, quindi a Cuissy-et-Geny, divenendo in seguito abate di Bonne-Espérance. La Comunità non resta a lungo a Ramegnies e decide di stabilirsi più tardi a Sart-Richevin, sul territorio di Vellereille-les-Brayeux. Nel 1128, la fondazione si stabilisce nell'abbazia l'anno successivo, Odon viene nominato primo abate della comunità religiosa. Infine, nel 1130 viene fatto un secondo trasloco, condotto da Odon con i suoi canonici attuali, sopra la valle di Haine. Molto probabilmente, questi due traslochi sono stati fatti per una mancanza d'acqua potabile ed un'instabilità del terreno.
L'origine del nome Bonne-Espérance sono un po' oscure. Questo nome appare per la prima volta nel 1131 in una carta di Liéthard o Liétard, allora vescovo di Cambrai. Secondo una prima ipotesi, i canonici, felici di avere infine trovato un posto definitivo per stabilire la loro comunità, avrebbero battezzato la loro casa Bona Spes, traduzione latina di buona speranza. La leggenda dice anche che scoprendo l'unità, Odon esclamò « Bonæ spei fecisti filios tuos », dal latino, significa, « hai ispirato ai tuoi figli la buona speranza ». La seconda ipotesi raccomanda che un culto a Notre-Dame de Bonne-Espérance esisteva già al momento della fondazione dell'abbazia.

### Sviluppo economico
Il XII secolo e il XIII secolo rappresentano un periodo importante per lo sviluppo economico dell'abbazia, in due secoli circa, la Comunità acquisisce molte migliaia di ettari di terre disperse qua e là tra la contea di Hainaut, il Ducato del Brabante e la Provincia di Namur. Alla fine del Ancien régime (è un termine che indica il sistema di governo vigente in Francia tra il XVI e il XVIII secolo), si contano circa 4.700 ettari di terre, ciò che fa di Bonne-Espérance un'importante potenza fondiaria.
Già nel 1130, i canonici di Bonne-Espérance non partono dal nulla, infatti Raynard offre alcuni dei suoi terreni all'abbazia, seguito da altri cristiani generosi. I terreni in questione sono rapidamente mantenuti dai fratelli laici, chi esercitano soprattutto un'attività manuale e normalmente non sono destinati a sacerdozio. Questi ultimi vivono in piccoli più vicini ai terreni diretti. La situazione economica della Comunità resta stabile fino al XVI secolo. Tuttavia, fin dal XIV secolo, andava calando il numero di fratelli convertiti, così i canonici devono fare appello ai domestici. Il declino progressivo di questa prosperità dell'abbazia li porta anche a congedare quasi tutta la gente assunta per lavorare.

### Filippo di Harveng
Un personaggio chiave, che partecipa sostanzialmente alla prosperità economica della Comunità, è il fratello Filippo di Harveng (inizio XII secolo-1183), priore di Bonne-Espérance nel 1130-1131. Verso il 1147, litiga con il famoso monaco Bernardo di Chiaravalle sul trasferimento di un religioso di Bonne-Espérance verso l'Abbazia di Clairvaux. Quest'incidente conduce i superiori di Filippo a condannarlo all'esilio nel 1148. Ma, tre anni più tardi, ritornano sulla loro decisione e finiscono per scagionarlo. Nel 1152, Filippo di Harveng può dunque ritornare al monastero, di cui diventa il secondo Prelato dal 1157 al 1182.
Accanto alla gestione quotidiana di Bonne-Espérance, Filippo di Harveng è un grande intellettuale. Gli attribuiscono molte lettere a carattere teologico o più personali, come l'opera Exégèse (Esegesi, ossia lo studio approfondito e critico di qualsiasi documento), come ad esempio un opuscolo su Damnation de Salomon (Dannazione di Salomone), o la Agiografia scritta in prosa e fatta in rima ed anche commenti su il Cantico dei cantici. Alcune queste opere offrono informazioni utili alla comprensione della vita religiosa durante XII secolo, in particolare all'Ordine dei Canonici Regolari Premostratensi. Infine, gli hanno attribuito molto spesso degli errori in alcune poesie.

### Guerre e saccheggi

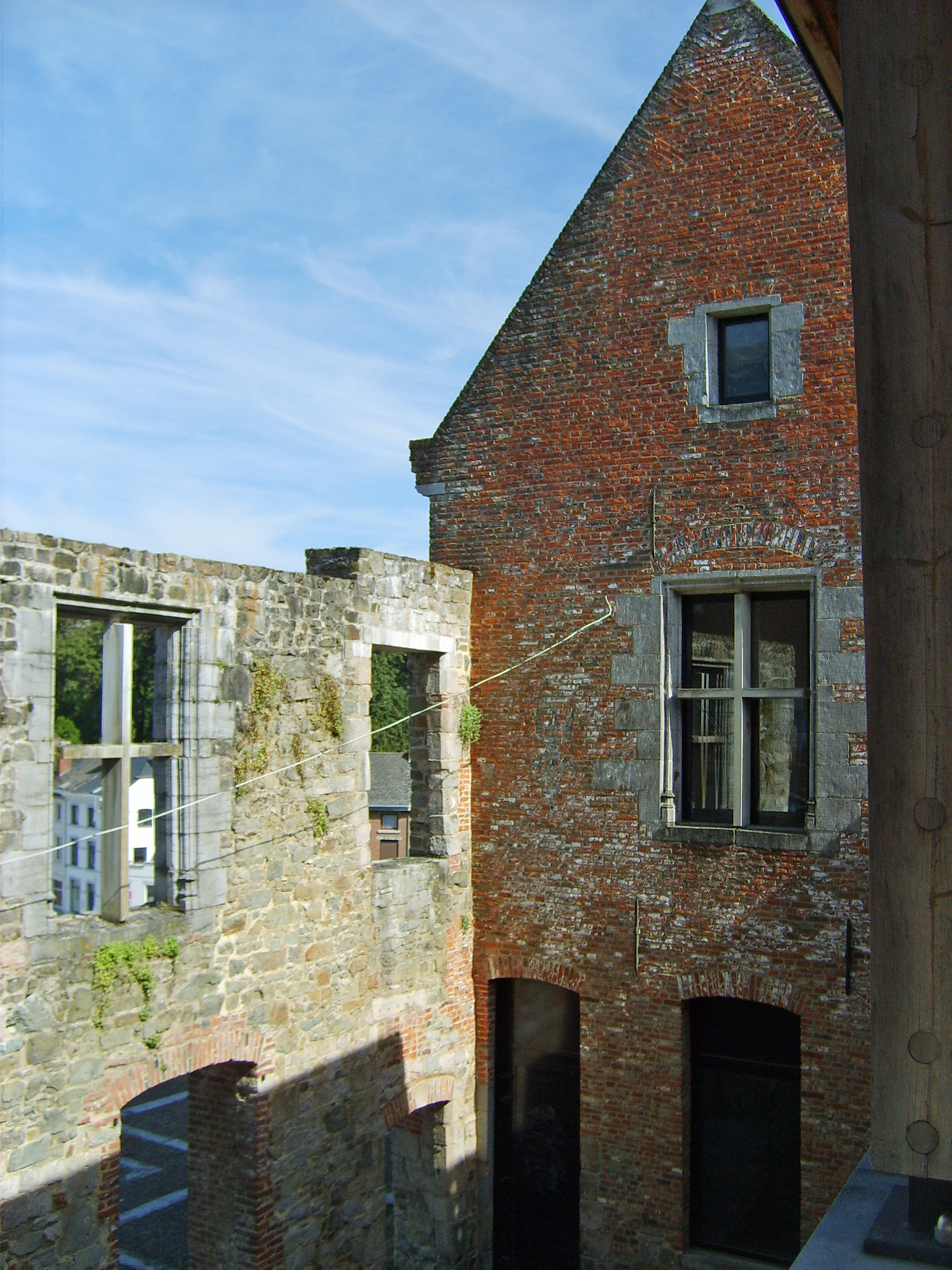
Il rifugio di Bonne-Espérance a Binche (XIII secolo).

La prima parte del XVI secolo è segnata nella regione dai confronti tra le truppe di Francesco I di Francia e quelle di Carlo V d'Asburgo. In quel periodo sorgono anche le tensioni tra cattolici e protestanti. Nel 1542, la formazione del futuro Re, Enrico II di Francia, figlio di Francesco I, assedia la città di Binche, situata a quattro chilometri da Bonne-Espérance. I dintorni sono inevitabilmente saccheggiati dai soldati e l'abbazia non sfugge al saccheggio, chi si riprodurrà nuovamente nel 1554.
Ben peggiore ancora, il 10 novembre 1568, in pieno contesto di guerre religiose, il principe Guglielmo I d'Orange, invade l'abbazia ed i suoi soldati incendiano tutti gli edifici. La Comunità scappa verso i suoi rifugi stabiliti a Mons e a Binche, ma il primo è attaccato nel 1572 dalle truppe di Luigi di Nassau, e il secondo subisce la stessa sorte nel 1576. Così segue un periodo d'indebitamento e di precarietà per la Comunità norbertina.

### La rinascita
All'inizio del XVII secolo, la Comunità norbertina tenta di sollevarsi ed inizia a prendere in prestito fondi per potere restaurare gli edifici abbaziali. Possono anche contare su tanti magnati, infatti, i governatori di Paesi Bassi spagnoli, l'arciduca Alberto d'Austria e Isabella Clara Eugenia d'Asburgo si mostrano generosi verso le Comunità religiose i cui edifici sono stati devastati dalle guerre di religione. Così Bonne-Espérance può dunque beneficiare di grandi restauri.
Tuttavia, i prestiti si moltiplicano sotto la gestione di Agostino di Felleries (1642-1671), e la situazione finanziaria dell'abbazia è come il suo successore, Englebert Maghe (1671-1708), deve fare fronte a numerosi processi. Per la difesa della Comunità, egli decise di riunire tutti i documenti riguardanti l'abbazia in un prezioso catalogo, di cui i diciotto volumi sono attualmente ancora conservati nella biblioteca.
Al XVIII secolo, la contea di Hainaut, sotto la sovranità austriaca, conosce un lungo periodo di prosperità e di pace. Un vasto cantiere d'ammodernamento degli edifici di Bonne-Espérance cominciano fin dal 1714 con le realizzazioni neo-classiche dell'architetto Nicola di Brissy di Mons e si concludono poco prima della Rivoluzione francese, con in particolare costruzione, dal 1770 al 1776, della nuova chiesa di abbazia disegnata da Laurent-Benoît Dewez.

### Le conseguenze della Rivoluzione francese
Dopo la Battaglia di Jemappes, che vede affrontarsi le truppe rivoluzionarie ed austriache, la Comunità norbertina è costretta a lasciare il monastero, dichiarato « bene nazionale » da parte dei rivoluzionari francesi nel 1793. Gli austriaci riprendono temporaneamente il controllo della regione ed i canonici riacquistano l'abbazia. L'abbazia non sfugge tuttavia al saccheggio dalle truppe francesi il 13 maggio 1794. Nello stesso periodo, le abbazie vicine di Lobbes e d'Aulne sono distrutte dai soldati del generale Charbonnier.
Il 6 marzo 1797, le truppe rivoluzionarie francesi cacciano definitivamente gli ultimi religiosi da Bonne-Espérance. Gli edifici vengono venduti e riacquistati in segreto dalla Comunità tramite l'agricoltore di Basse-Cour. Ma le difficoltà a riprendere la vita monastica sono tali che gli ultimi canonici sopravvissuti, il 29 dicembre 1821, fanno regalo della loro abbazia al seminario episcopale della Diocesi di Tournai. Il vescovo di Tournai decide, il 4 maggio 1830, di aprire negli edifici dell'abbazia un « piccolo seminario », cioè un istituto di insegnamento destinato alla formazione dei sacerdoti.

### Vita quotidiana dei canonici
Le Comunità norbertina seguiva la regola di Sant'Agostino d'Ippona. La vita monastica si divideva tra vita contemplative e vita attiva, secondo il desiderio di Norberto di Xanten.

#### La vita contemplative ed intellettuale
Uffici chiamate Matines (letture di salmi) e Laudes venivano usati prima dell'alba. Laudes comprendeva generalmente tre salmi, una lettura ed un cantico biblico. Il giorno del canonico cominciava ordinariamente verso le 04:00 del mattino. Avevano luogo delle messe, una meditazione, l'ufficio di Prime (nell'avanzare del giorno) e le colpe (confessione pubblica dei suoi peccati). Verso le 07:30 della mattina, i giovani prendevano parte alla lezione di teologia, mentre i più vecchi si dedicavano a studi vari. Alle 09:00 veniva celebrata la liturgia delle ore di Tierce, seguita da una grande-messa conventuale e dalla liturgia delle ore di Sexte. Verso le 10:30 riprendeva un periodo di studio fino al pranzo. Alle 11:30, un canonico suonava la campana per annunciare il pranzo. Il pranzo si faceva in silenzio ed un canonico recitava, dal quadro di comando, dei versetti della bibbia. La discussione tra canonici tuttavia era autorizzata, in un pranzo alla settimana.
Dopo aver cenato, la Comunità si spostava alla chiesa per Miserere e la liturgia delle ore di None. Dopo tutte queste liturgie, i canonici avevano diritto ad un tempo di ricreazione e una volta alla settimana, ad una passeggiata. Dopo la ricreazione, si rimettevano a studiare fino ai Vespri, al crepuscolo. Finita liturgia delle ore, ognuno raggiungeva la propria camera per un ultimo momento di studio. Verso le 17:00 era il momento della cena, sempre presa in silenzio, che chiamavano così spuntino. Alle 19:00 vi era un'ultima ricreazione che precedeva la liturgia delle ore di Complies, verso le 20:00, tutti andavano a dormire.

#### La biblioteca
La parte che funge ancora da biblioteca, oggi è della prelatura degli abati di Patoul, cioè verso 1713-1718, ma si attesta che un'altra parte è dal 1510- 1537, che fungeva prima da biblioteca. Questo locale è stato interamente rinnovato e funge anche da sala per conferenza. Le copie dei manoscritti c'erano sin dagli inizi di Bonne-Espérance, continuando anche dopo la comparsa della stampa.
Alla fine del XVIII secolo, un buono numero di lavori è scomparso o è stato mosso in posti diversi. Tuttavia, alcuni manoscritti si trovano ancora a Bonne-Espérance:
- Un manoscritto del Décret de Gratien (Decreto di Graziano copiato verso il 1300;
- Speculum historiale e Speculum naturale di Vincenzo Bellovacense, copiato verso il 1300-1310;
- I diciotto volumi di cartulario del 42º abate, Englebert Maghe, 15.000 pagine manoscritte che descrivono le carte ed atti di proprietà dell'abbazia.

Altri manoscritti sono conservati in posti diversi, come alla biblioteca dell'Università di Mons Hainaut, alla Biblioteca reale del Belgio a Bruxelles, all'Abbazia di Maredsous, a L'Aia, a Parigi ed anche a Tournai. Fra questi, si può citare:
- La bibbia del fratello Henri datata 1132, parzialmente conservata alla Biblioteca reale del Belgio, dopo essere stata riacquistata nel XIX secolo ad un collezionista inglese[23].
- Le opere di Flavio Giuseppe, (storico latino), ritrascritte nel 1155[22].

### La vita «secolare»

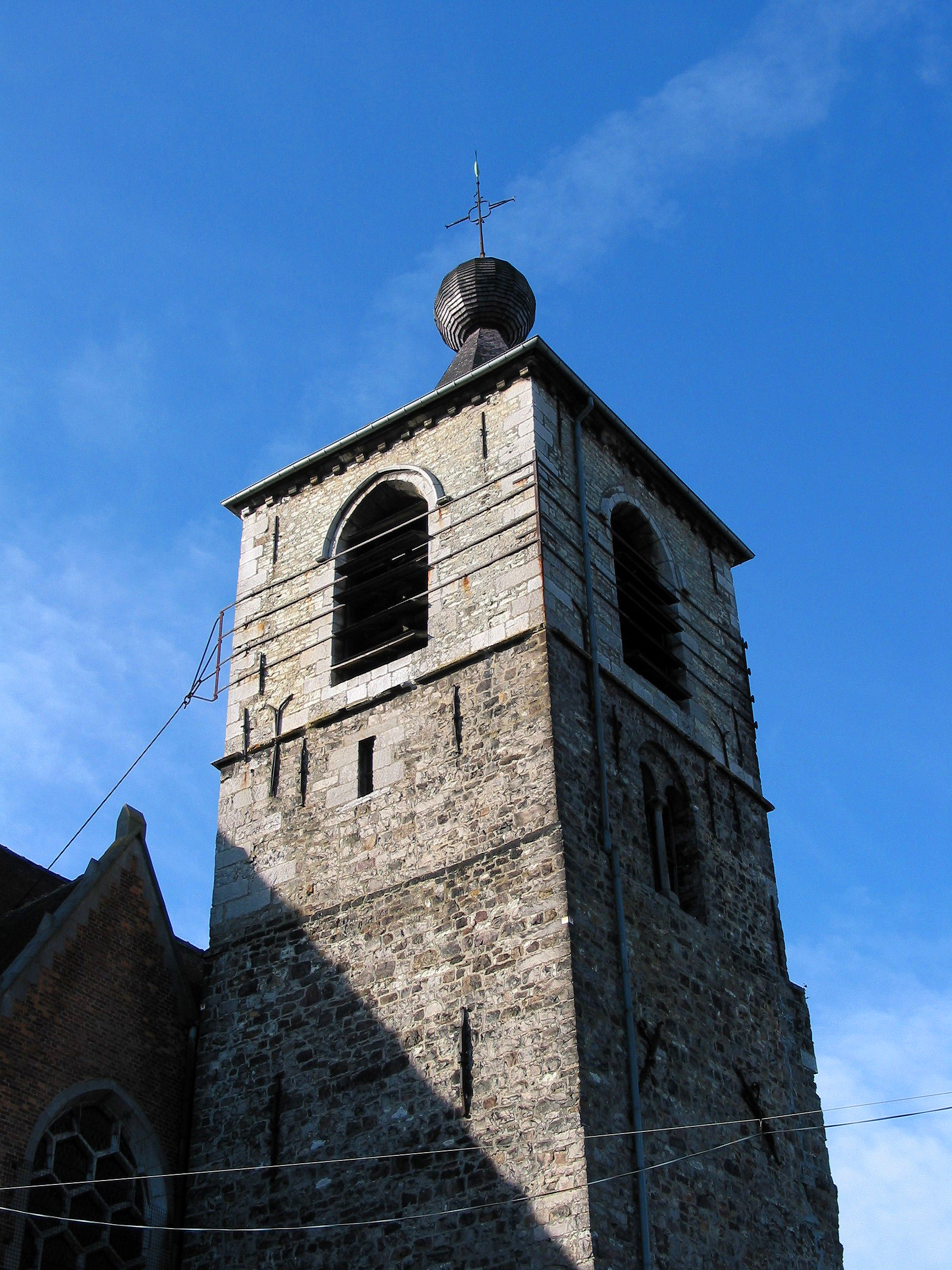
Anderlues, la chiesa St-Médard.

Fin dalla fondazione dell'abbazia, succede che i canonici fossero destinati ad esercitare il ministero parrocchiale, cioè la funzione di un sacerdote di campagna. Infatti, numerose parrocchie delle regioni vicine appartenevano all'abbazia. Si trattava, nell'ordine alfabetico, delle cure di Anderlues, Bois-d'Haine, Carnières, Chaumont-Gistoux, Courcelles, Croix-lez-Rouveroy, Erquelinnes, Familleureux, Fayt, Feluy, Gentinnes, Gouy-lez-Piéton, Haine-Saint-Paul, Huizingen, Leugnies, Mont-Sainte-Aldegonde, Mont-Sainte-Geneviève, Morialmé, Morlanwelz, Orbais, Ressaix, Seneffe, Senzeille, Sombreffe, Soumoy, Thorembais-Saint-Trond e non lontano dalla Comunità Vellereille-les-Brayeux..
Questa similarità con il clero secolare è soltanto apparente. Infatti, i canonici in parrocchia dovevano sempre obbedire all'abate e ritornare nella Comunità quando gli veniva ordinato di farlo. Inoltre, dovevano, come all'abbazia, vivere male, digiunare, astenersi regolarmente, mangiare con sobrietà... Inoltre non erano liberi di circolare e non potevano, ad esempio, rendere visita ai loro genitori senza autorizzazione dell'abate. Ogni azione temporale o personale dei norbertini era disciplinata dall'abate, il ministero parrocchiale restante era dell'autorità del vescovo di Cambrai.
Tre compiti fondamentali spettavano al canonico in parrocchia. La prima era, naturalmente, decima. La seconda consisteva in sopraddote, cioè risorse necessarie all'intervista della chiesa presbiteriana, comprendente il salario del sacerdote in funzione. L'ultima proveniva dalla casuale, in altri termini le offerte versate dai fedeli in occasione della messa.

### La vita caritatevole
Si sa che un'infermeria esisteva a Bonne-Espérance dopo il 1260. Vi si occupavano e curavano giovani pazienti, anziani o invalidi della regione. Da sempre, l'abbazia di Bonne-Espérance, si preoccupava di accogliere i più poveri e così la gente del popolo doveva avere molta considerazione per questa Comunità, di cui se ne occupava e nutriva. Nel 1787, si cita del resto che il denaro dedicato alle elemosine ed alle spese dell'ospizio rappresentava il quarto dei redditi ammucchiati dall'abbazia. Questi redditi provenivano dalle numerose dipendenze (aziende agricole, terre, estrazioni di carbone) che possedeva l'abbazia.

## Architettura

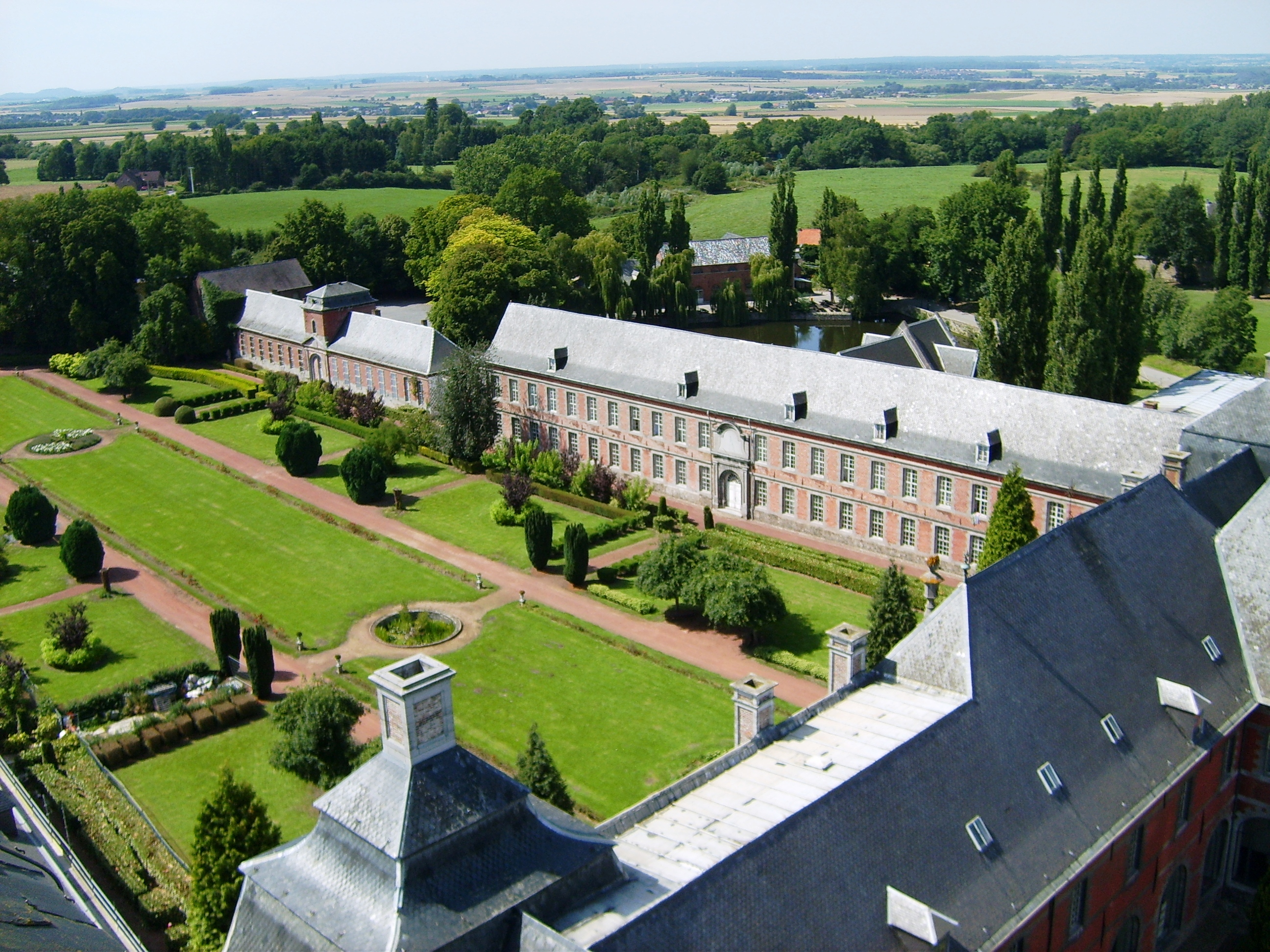
Il giardino botanico e gli edifici dell'ala sinistra in vista aerea.

Delle prime costruzioni in stile romanico, non resta nulla. In compenso, esistono molte parti di stile gotico, come il chiostro, la sala capitolare, la cucina, la circonferenza della basilica ed alcuni elementi della vecchia chiesa dell'abbazia (finestre, colonne) integrate nelle pareti dell'attuale basilica. La parte principale dell'abbazia, di stile neoclassico, è datata XVIII secolo. Altri annessi sono stati costruiti, nel XIX secolo e nel XX secolo, l'ultima realizzazione in data è la piscina del collegio, nel 1969.
L'unità abbaziale è la più segnalata e fa parte del patrimonio principale riconosciuto come tale dalla Regione di Vallonia da molti decenni. Durante gli anni 90, la basilica di Bonne-Espérance, ha beneficiato di sovvenzioni destinate al restauro esterno di questa chiesa abbaziale e della circonferenza, il 95% di queste sovvenzioni provenivano dal contributo della Regione di Vallonia, in materia di salvaguardia del patrimonio principale, il 5% restante che rappresenta il denaro raccolto dall'ASBL (Associazione senza scopo lucrativo), i lavoratori dell'abbazia ma anche le sovvenzioni versate dal comune d'Estinnes. Infine, importanti restauri degli edifici che circondano il giardino sono iniziati nel 2005, sempre grazie a sovvenzioni della Regione di Vallonia, del comune di Estinnes ed alla generosità dei vecchi ed amici di Bonne-Espérance, implicando altre associazioni senza scopo lucrativo.

### Piano dell'unità

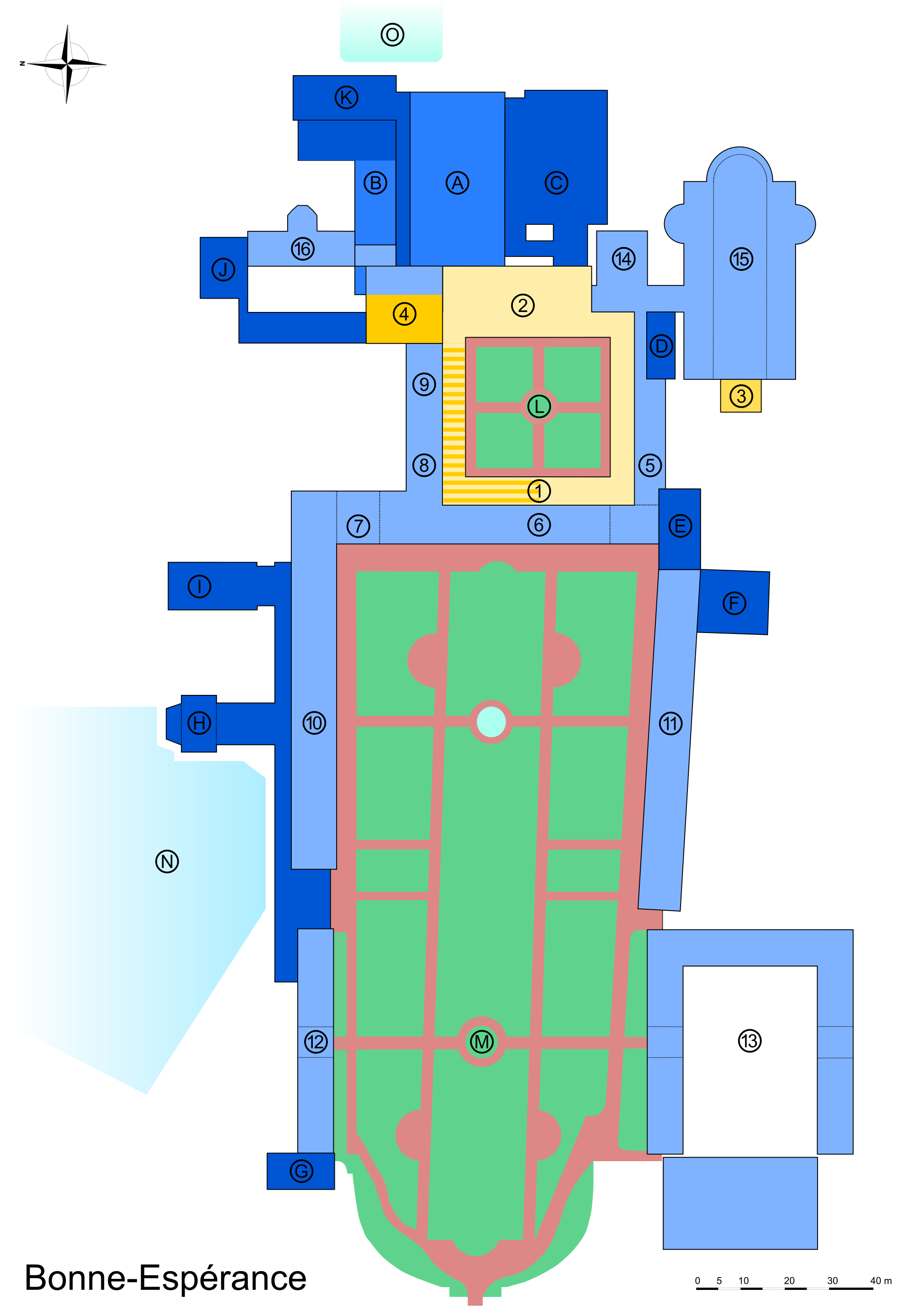
Piano degli edifici abbaziali e dei recenti allegati, così come si possono ammirare nel 2006.

### La facciata e le ali del giardino botanico

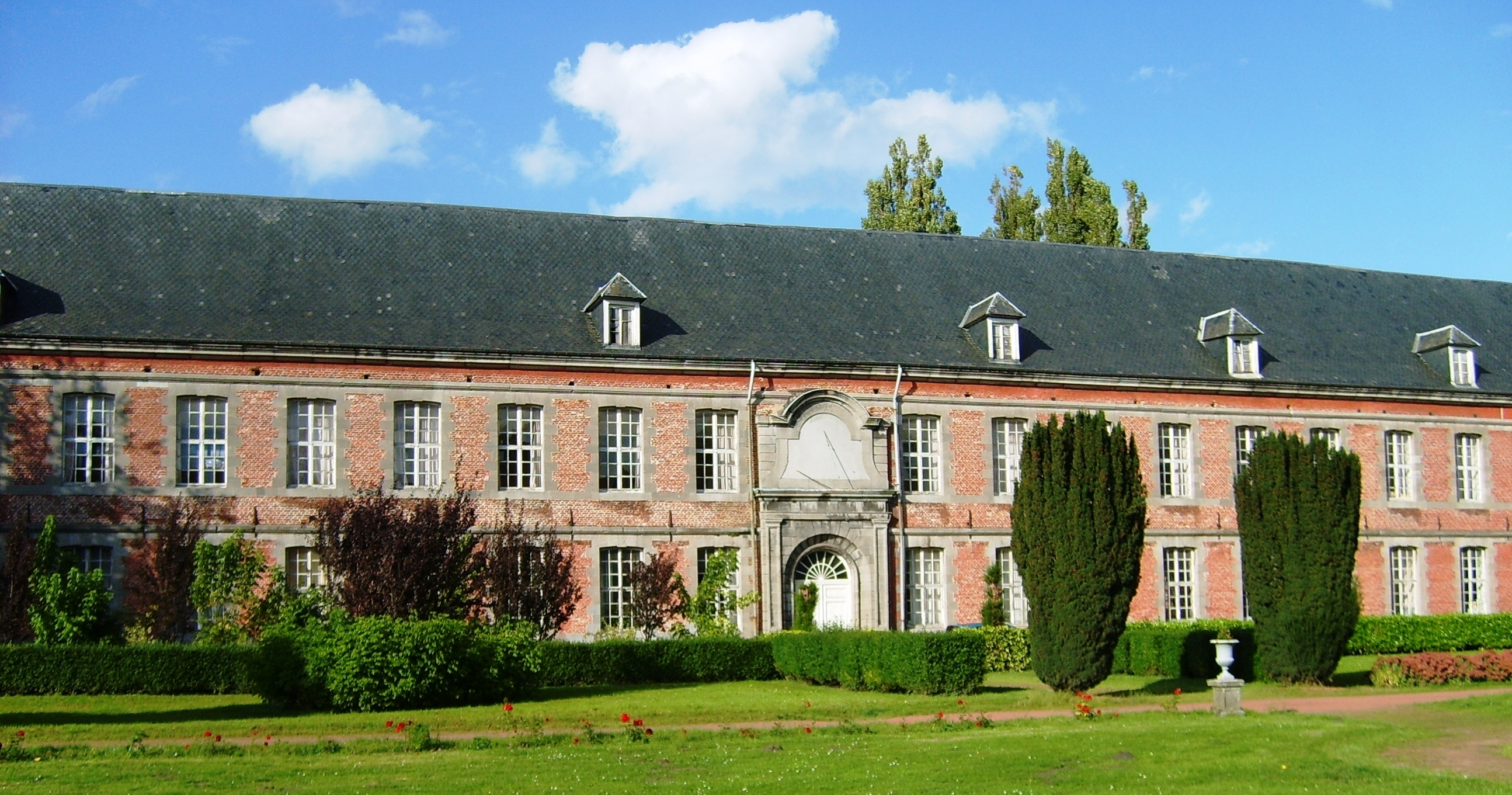
Ala sinistra (1767).

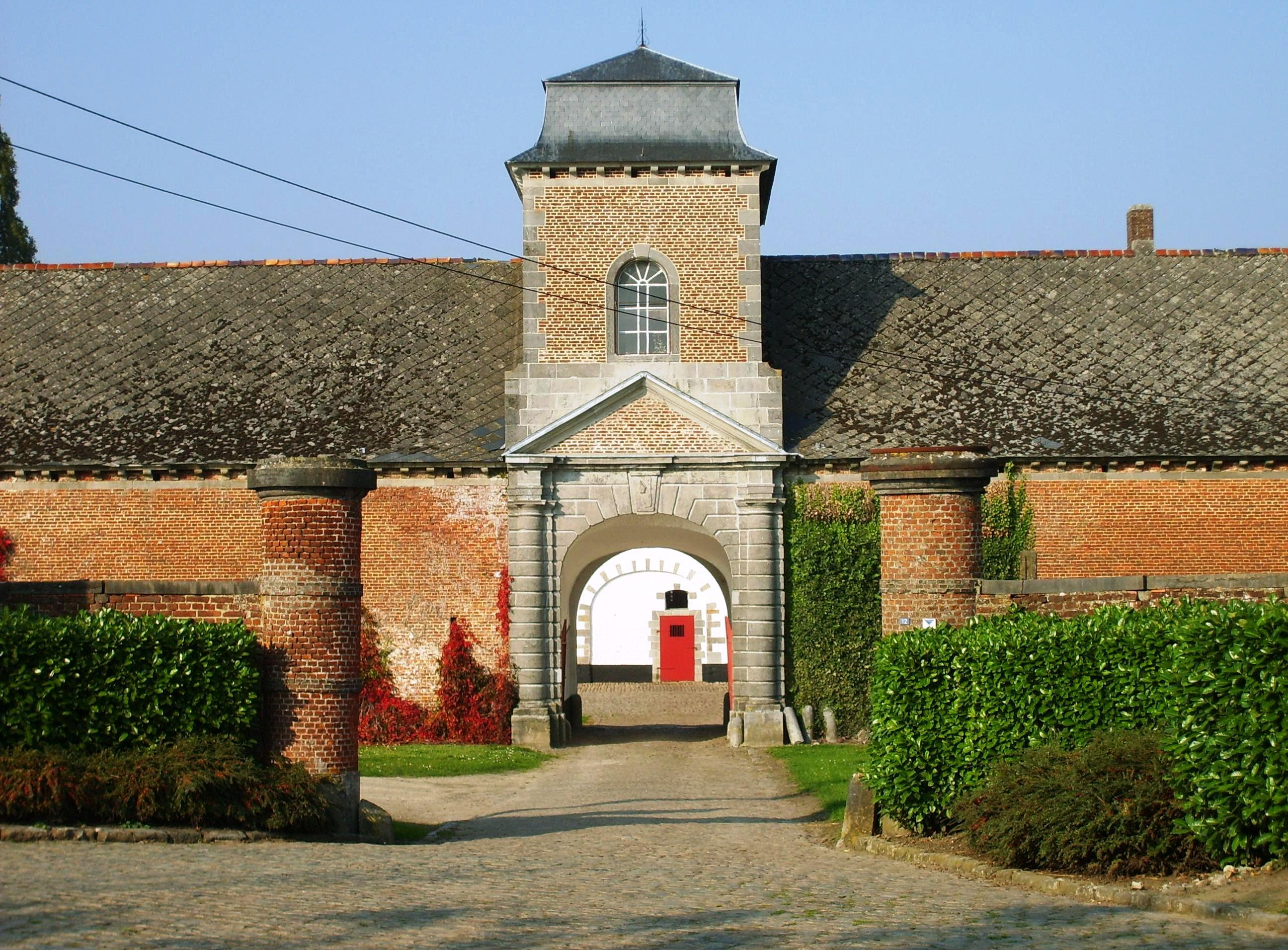
Entrata del vecchio cortile (1765-1769).

Occorre sapere che all'epoca, il giardino botanico non esisteva. In sostituzione di questo giardino vi era una corte, detta « Tribunale d'onore », è datava XVII secolo. Tutti gli edifici che circondano il giardino sono datati, intorno al XVIII secolo.
Entrando in questo giardino, si può osservare inizialmente di ogni lato un edificio che presenta nel proprio centro una vecchia porta caratterizzata da una torretta. L'edificio di sinistra è occupato oggi dalla sezione primaria del collegio, mentre quello di destra fa parte del vecchio « cortile » (1765-1769), abitata anche tuttora. Lo vista si gira in seguito verso la facciata principale al centro e le due ali principali del giardino, di stile neoclassico, sono opere di Nicola di Brissy, architetto originario di Mons.
La facciata (1738-1741), di una lunghezza di 76 metri, è fiancheggiata da due padiglioni, tra cui quello del padre abate a sinistra. Il resto dell'edificio da parte sua era destinato all'alloggio degli ospiti. Si osserva che il centro della facciata è costituito soltanto da pietre, è con ciò che gli ospiti importanti accedevano ai loro appartamenti. Si accede allora al piano di questa vecchia zona degli ospiti con un'ampia scala in pietra blu ed in quercia scolpita. Le due rampe della scala presentano dei motivi sotto forma di quadrati e raggiungono il piano per formare una balaustra.
L'ala principale di sinistra (1767) presenta al centro una barriera con un quadrante solare. Quella di destra (1760) presenta da parte sua, un'arcata con molte vetrate. Accanto a quest'ala principale di destra, tra l'ala e la facciata, esiste un'ampia barriera chiamata barriera di Felleries, costruita sotto la prelatura dell'abate eponimo.

### La zona abbaziale
Il padiglione a sinistra della facciata riparava gli appartamenti del padre abate, vi si accede tramite una scala curva di quercia. Al piano si trova un oratorio datato circa la metà del XVIII secolo, incorniciato di quercia, con il suo altare. La corte dell'oratorio rappresenta una stella, mentre la parte alta rappresenta Dio nelle nuvole in Trompe-l'œil. L'esistenza di un quartiere abbaziale a Bonne-Espérance è attestato fin dalla fine del XV secolo, questo quartiere è stato rinnovato tra il 1570 e il 1588, aumentato nel 1640.

### La chiesa

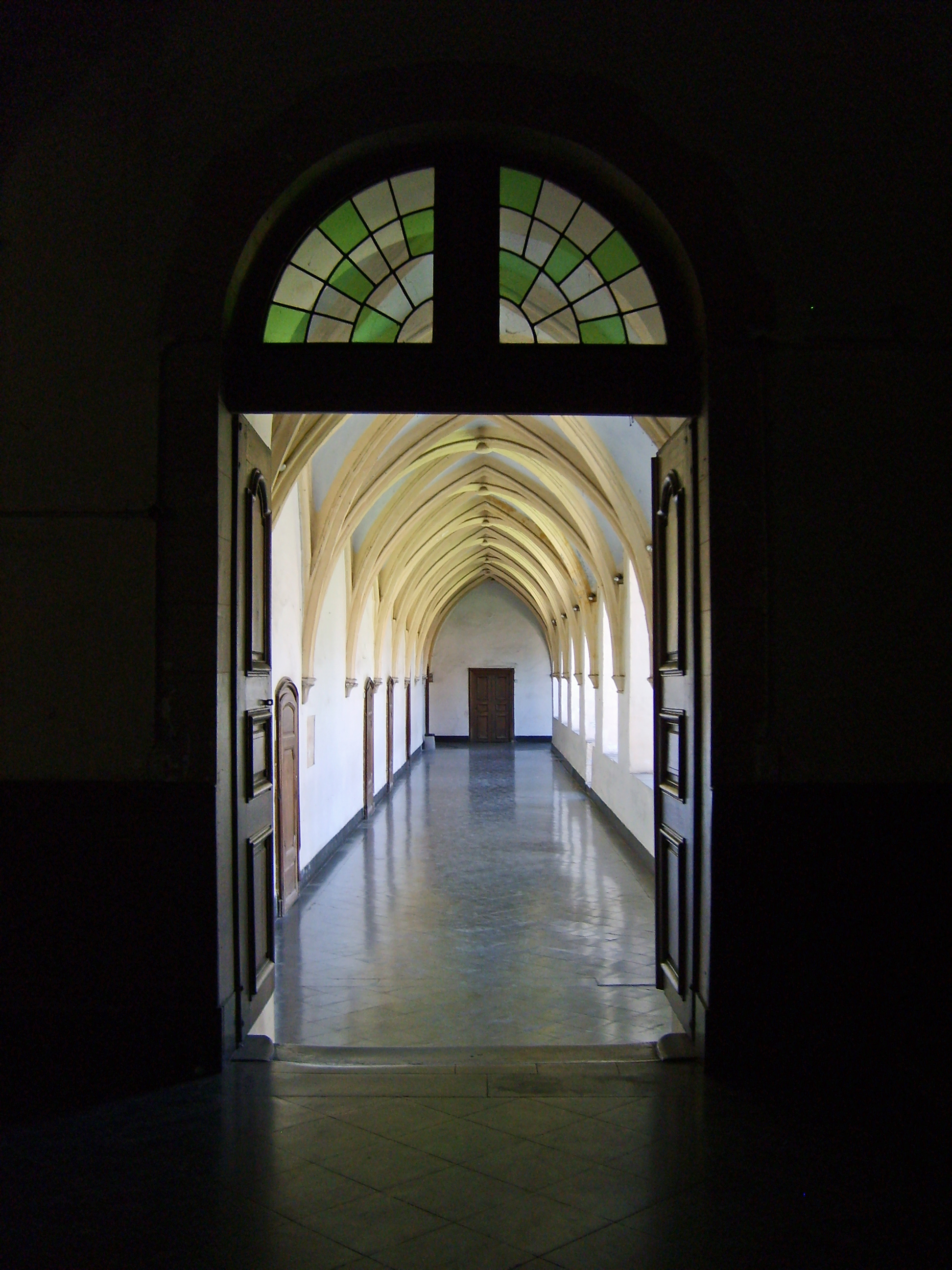
La chiesa (ala sud).

La chiesa di Bonne-Espérance, è in stile gotica, datata nella sua parte principale verso la fine del XIII secolo. L'ala del nord è stata leggermente costruita più tardi. Le vene delle volte di testata ricadono su « fondi di lampade » di due tipi, o in pietra bianca di Avesnes o in pietra blu di Écaussinnes.
Molti elementi mostrano che il chiostro ha subito rimaneggiamenti tra il XVI secolo e il XVIII secolo. Resterà aperto sul giardino interno fino al 1715, data nella quale delle finestre hanno sostituito le arcate aperte sul giardino.
L'ala occidentale del chiostro presenta il resto di una porta gotica (XV secolo o XVI secolo), all'architrave e una graffa.

### Il refettorio

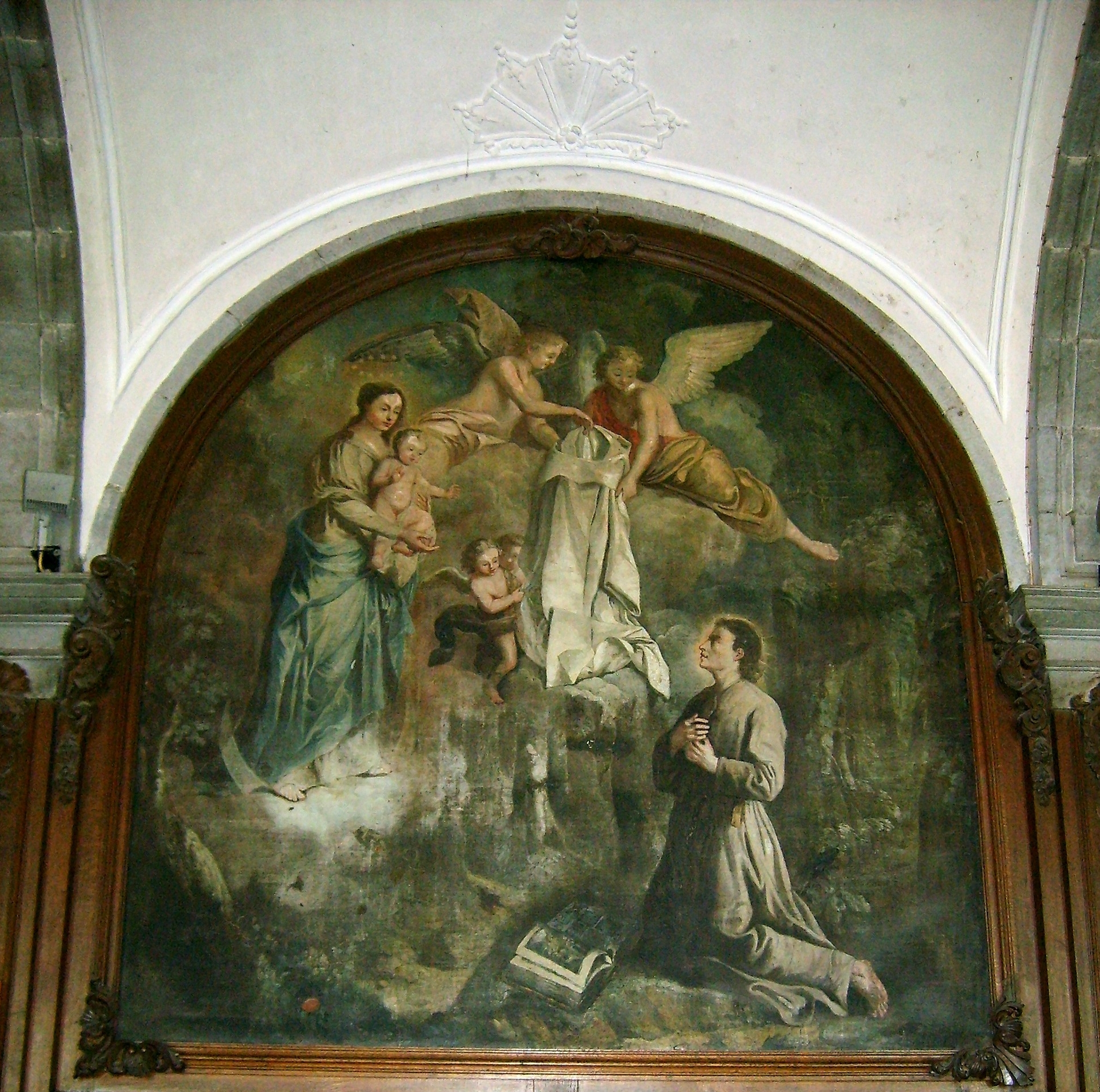
Apparizione delle Vergine Maria a Norberto, una delle cinque scene della vita di Norbert de Xanten, nel refettorio dei canonici.

Il primo refettorio che ha conosciuto Bonne-Espérance è del XII secolo. Un secondo refettorio era stato ricostruito tra 1510 e il 1537. Quest'ultimo è stato demolito all'inizio del XVIII secolo per lasciare il posto a quello che si può ancora ammirare oggi. L'attuale refettorio è datato 1738.
Lungo le pareti sono disposti dei banchi in quercia che sostengono delle mensole scanalate. Su questi stessi banchi, dinanzi ai quali si elaboravano le tavole, si sedevano i canonici per prendere i loro due pasti quotidiani.
Nell'angolo sinistro del lato occidentale si trova un pulpito da cui il lettore recitava voce alta durante il pasto dei passaggi della bibbia. Davanti a questo pulpito di legno, si osserva un basso rilievo che rappresenta un vescovo barbuto. Gli specialisti pensano che si tratti di Sant'Agostino d'Ippona. A destra del pulpito si trova un tessuto curvato, che rappresenta Cristo in croce, tra Vergine Maria e San Giovanni.
La parete sudorientale quasi interamente coperta di tessuti, curvati e lavorazioni in legno di quercia (altezza massima: 2,80 m, larghezza: 1,30 m). Cinque scene, dipinte da Bernard Fromont (1715-1755), di Valenciennes, raccontano la vita di San. Norberto di Xanten. La prima evoca la conversione di Norberto nel 1115, sulla strada di Xanten a Vreden (città della Germania nella Renania Settentrionale-Vestfalia). Una visione, che lo condurrà alla sua conversione, lo sorprende mentre è a cavallo. Sulla seconda scena, si può riconoscere la Vergine Maria con Gesù. Degli angeli mostrano a San Norberto il vestito bianco che sarà portato dai norbertini. La terza scena, il fondatore dell'ordine predica ad Anversa, nel 1122, è verso una chiesa di Anversa, contro Tanchelin, eretico rappresentato torse nudo. La quarta scena descrive l'entrata a Roma di Norbert. Quest'ultimo aveva contribuito alla rimettere sul trono il Papa Innocenzo II, cacciato dall'Antipapa Anacleto II. San. Norberto di Xanten viene vestito di bianco, e viene insignito del titolo di Arcivescovo. Infine, l'ultima scena rappresenta Norberto ammalato, che si prepara alla morte, nel giugno 1134. molti discipoli circondano l'abate malato.
Questi cinque scene sono state effettuate da Fromont tra 1740 e il 1755. Le iconografie di queste scene sono state messe in stampe da Corneille Galle, pubblicate ad Anversa in 1622.
Infine, il soffitto è incurvato, i suoi architravi in pietra profilata che si posano su banchi di comando che superano i pilastri di quercia.

### La cucina
La cucina attuale è datata circa metà del XVI secolo ed è in stile gotico. Attualmente serve ancora per la preparazione dei pasti. Due pilastri di pietra dividono il locale in due navate di tre campate.
Scavi effettuati nel 1957 hanno portato in evidenza, un metro sotto l'attuale pavimento, un altro pavimento datato nella prima metà del XVII secolo e ancora più a circa 1,40 m, vi è un altro pavimento ancora più vecchio sul quale posava la base delle colonne.

### Prodotti
- L'Abbaye de Bonne-Espérance è anche il nome della birra belga prodotta, nella città di Binche in due stili:[27]
  - birra d'abbazia chiara, con il 7,8% di alcool vol;
  - birra d'abbazia saison, con il 5,9% di alcool vol.
- Un formaggio fabbricato in modo artigianale a base di latte crudo di mucca.
- Una torta fabbricata completamente artigianalmente con materie di prime qualità. Ingredienti: fegato e carne suina, spezie, sale e birra di Bonne-Espérance.
- Un pane grigio fabbricato senza grasso e cucinato sulla pietra specialmente per l'abbazia di Bonne-Espérancea. Composto da cereali: frumento, segale, granoturco, orzo, avena, glutine, malto.

### La sala delle assemblee
La sala delle assemblee presenta delle volte in stile gotico ed è datata verso la fine del XVIII secolo o dell'inizio del XIV secolo. Questa sala è composta da due volte da tre campate, con due colonne centrali che ricevono la imposta delle nervature delle sei portate. La parete laterale fu costruita bene meglio molto dopo la costruzione iniziale di questa sala, infatti in realtà, la sala era più vasta, e aveva quattro colonne centrali. All'epoca anche, ampie aperture garantivano la comunicazione tra l'ala del chiostro e questa sala, che sono state sostituite da una parete più recente.

### La basilica ed il sagrestia
L'attuale chiesa dell'abbazia è di stile neoclassico, è opera di un architetto famoso Laurent-Benoît Dewez (1731-1812) dei Paesi Bassi austriaci. Si tratta in realtà della terza chiesa costruita in questo posto. Una prima chiesa, di cui non si è conservata alcuna traccia, è era stata costruita nel 1132. In seguito, nel 1212 ci sono state delle aggiunte che sono state conservate per la costruzione della seconda chiesa tra il 1266 e il 1274, prima di crollare nel 1277. La seconda costruzione, in neoclassico, si estende su 64 metri di lunghezza. In occasione di lavori di ristrutturamento tra 1473 e il 1495, vi è stata aggiunta una torre gotica che si può ancora ammirare oggi. Questa chiesa si è incendiata nel 1568, quindi restaurata all'inizio del XVII secolo. Dopo la sua demolizione, è stato deciso di sostituirla con l'attuale chiesa, costruita tra 1770 e il 1776.
Nel 1957, una lettera apostolica del Papa Pio XII, eleva l'abbazia Notre-Dame de Bonne-Espérance a un rango di basilica minore.

## Il piccolo seminario ed il collegio Notre-Dame de Bonne-Espérance
- 4 maggio 1830 - apertura dei primi corsi di « umanistici » a Bonne-Espérance.
- 1834 - apertura di una sezione di filosofia preparatoria al grande seminario.
- 1838 - apertura della prima « scuola normale » prima belga, destinata alla formazione degli insegnanti.
- 1925 - trasferimento della scuola normale a Braine-le-Comte.
- 1968 - trasferimento della sezione di filosofia a Lovanio.

Bonne-Espérance era allora un internato aperto soltanto ai ragazzi. Si trattava, della Diocesi di Tournai, per formare futuri sacerdoti cattolici. La società evolve, e Bonne-Espérance diventa nel 1985 un collegio misto ed aperto agli allievi esterni. L'internato, sempre riservato ai ragazzi, è ancora occupato finora da un piccolo centinaio di allievi.

## Associazioni intorno a Bonne-Espérance
- L'Associazione reale di Anciens di Bonne-Espérance (1880), costituita un'associazione senza scopo lucrativo nel 2005, e sostenuta da altre sue regionali:
  - Associazione regionale di Anciens di Bonne-Espérance, regione Charleroi (ARABE), dal 1923
  - Associazione di Anciens di Bonne-Espérance a Bruxelles, (ABABE), dal 1926
  - Associazione di Anciens di Bonne-Espérance a Mons, (AMABE), dal 1946
  - Associazione di Anciens di Bonne-Espérance a Centre, (ACABE), dal 1973
- Gli amici di Bonne-Espérance, associazione senza scopo lucrativo (1947)
- I lavoratori dell'abbazia di Bonne-Espérance, associazione senza scopo lucrativo (1973)
- La casa della memoria di Bonne-Espérance, associazione senza scopo lucrativo (1993)
- La festa della mietitura, associazione senza scopo lucrativo (1994)
- Il progetto episcopale di Bonne-Espérance, associazione senza scopo lucrativo
  - La gestione della casa diocesana
  - La gestione della basilica
- Football-Études (calcio-studio) di Bonne-Espérance, associazione senza scopo lucrativo
- Associazione dei genitori del collegio

## Altre abbazie

### Abbazie dell'Ordine dei Canonici Regolari Premostratensi in Belgio
- Abbazia di Averbode (1135), ad Averbode (Scherpenheuvel-Zichem)
- Abbazia di Floreffe (1121-1794), a Floreffe, diventata un istituto di insegnamento secondario cattolico
- Abbazia di Grimbergen (1128), a Grimbergen
- Abbazia Notre-Dame de Leffe (1152), a Dinant
- Abbazia di Parc (1129), a Heverlee (Lovanio)
- Abbazia di Postel (1138), a Postel (Mol)
- Abbazia di Feuillien da Roeulx (1125-1770), a Le Rœulx
- Abbazia di Tongerloo, a Tongerlo (Westerlo)

### Abbazie vicine a Bonne-Espérance
- Abbazia di Aulne (657-1794), Ordine Cisterciense, a Gozée (Thuin)
- Abbazia di Lobbes (654-1794), Ordine di San Benedetto, a Lobbes